# Ishworpur
Ishworpur – gaun wikas samiti w środkowej części Nepalu  w strefie Dźanakpur w dystrykcie Sarlahi. Według nepalskiego spisu powszechnego z 2001 roku liczył on 3117 gospodarstw domowych i 17474 mieszkańców (8627 kobiet i 8847 mężczyzn).